# 분점축 대칭
분점축 대칭(分點軸 對稱, contra-antiscion)은 점성술의 별자리나 천궁도의 천체가 양자리와 천칭자리의 축으로부터 같은 거리의 다른쪽에 있는 별자리나 천체이다. 이를 "분점축 대칭"이라고 부른다. 그 축은 지평선에 있는 동쪽과 서쪽의 점들로, 모든 천체는 (적도에서) 그 지평선과 수직으로 떠오르며, 중천점은 그것의 동쪽인 상승점과 정확히 90도 차이이다.
분점축대칭의 별자리 배치는 다음과 같다.:
- 양자리와 물고기자리.
- 황소자리와 물병자리.
- 쌍둥이자리와 염소자리.
- 천칭자리와 처녀자리.
- 전갈자리와 사자자리
- 사수자리와 게자리.

실제로, 분점축대칭에 있는 행성들은 서로 같은 적경시간을 가진다. 그러므로, 지구의 어떤 위도에서든 분점축대칭에 있는 각각의 별자리는 지평선 위로 떠오르는 데 있어서 상대 별자리와 같은 시간이 소요된다.
분점축대칭을 계산하기 위해서는 한 별자리 내의 도수에서 30도를 감해야 한다. 예를 들어, 물병자리 10도 51분의 분점축대칭은 다음과 같다.
```
               29도 60분 (=30도) 빼기
물병자리 10도 51분은
-----------------------------------------------------------------
황소자리 19도 09분이다.
```

그러므로, 물병자리 10도 51분의 분점축 대칭점은 황소자리 19도 9분이다.

## 같이 보기
- 지점축 대칭